# 東京都立蔵前工科高等学校
東京都立蔵前工科高等学校（とうきょうとりつ くらまえこうかこうとうがっこう、英: Tokyo Metropolitan Kuramae Technical High School）は、東京都台東区蔵前一丁目に所在する都立工科高等学校。通称は「蔵工」。

## 設置学科
- 全日制課程
  - 機械科
  - 電気科
  - 建築科
  - 設備工業科
- 定時制課程
  - 建築工学科

## 沿革
1924年5月22日「東京市立浅草工業専修学校」として創設。所在地の前身は東京工業大学の敷地内にあたり、東京工業大学の同窓会にあたる蔵前工業会はこれが由来にあたる。都立工業高等学校の中では古くからの歴史を誇っており、産業界からは一定の評価を受けている。
2005年よりアドバンスト・テクニカル・ハイスクールという都立工業高等学校では初めての進学コースを設置。芝浦工業大学、東京電機大学、東京理科大学、日本工業大学と高大連携を実施し、専門科目を出来る限り抑えた進学重視型のカリキュラムが始動した。また、近隣に位置する台東区立浅草中学校とは体験授業を行うなどの連携型中高一貫教育が行われている。

## 交通
- JR総武線浅草橋駅下車、徒歩10分
- 都営地下鉄浅草線大江戸線蔵前駅下車、徒歩10分

## 著名な卒業生

### 政治
- 藤井俊男（民主党前参議院議員）

### 芸能
- 唐沢寿明（俳優、中退）
- 浅倉大介（ミュージシャン）
- 石塚義之（アリtoキリギリス・お笑い芸人）
- 石井いさみ（漫画家）
- 堺左千夫（俳優）
- 望月英樹（照明技師）
- 木村大作（映画カメラマン・映画監督）
- 佐野美津男（児童文学作家）
- ンダホ（YouTuber）

## 制服
|      | 冬服                                         | 夏服                                                       |
| ---- | -------------------------------------------- | ---------------------------------------------------------- |
| 男子 | 黒の詰襟                                     | 黒のスラックス Yシャツ                                     |
| 女子 | 紺のスカート 紺のブレザー 水色と黒のネクタイ | グレーのスカート スカートと同じ色のベスト 冬と同じネクタイ |

生徒会の協力の元2019年度から制服が変更になり、女子生徒の制服はネクタイからリボンに変更された。さらに、女子生徒用のスラックスも用意されている。
男子生徒は、既存の学ランの生地を改良し着用しやすくなり、ボタンも変更となる。